# 克莱德·李
克莱德·韦恩·李（英語：Clyde Wayne Lee，1944年3月14日—），美国NBA联盟前职业篮球运动员。他在1966年的NBA选秀中第1轮第3顺位被旧金山勇士选中。